# Гута (Техтинский сельсовет)
Гу́та (бел. Гута) — посёлок в составе Техтинского сельсовета Белыничского района Могилёвской области Республики Беларусь.

## Население
- 2010 год — 3 человека